# Portada/efemèride novembre 28
Enrico Fermi
« 27 de novembre · 28 de novembre · 29 de novembre »